# Felicity Galvez
Felicity Galvez, född den 4 mars 1985 i Melbourne, är en australisk simmare som tillhört världseliten i fjärilsim sedan 2004.
Galvez deltog på OS 2004 i Aten där hon blev femma på 200 meter fjärilsim. Vid samväldesspelen 2006 blev hon silvermedaljör på 200 meter fjärilsim slagen av landsmannen Jessicah Schipper. På VM 2007 på lång bana slutade Galvez nia i semifinalen och tog sig inte vidare till final på 200 meter fjärilsim. 
Hennes största merit kom vid kortbane VM 2008 i Manchester då hon vann guld på både 50 och 100 meter fjärilsim. Dessutom blev det silver på 200 meter fjärilsim och i lagkappen på 4 x 100 meter medley. Båda gulden innebar även nya världsrekord. På 50 meter fjärilsim slog hon Anna-Karin Kammerling tre år gamla världsrekord med en hundradel när Galvez noterade 25,32. På 100 meter slog hon Lisbeth Tricketts två år gamla världsrekord, emellertid tog Tickett tillbaka sitt världsrekord bara 13 dagar senare.